# Torneo Albert Schweitzer 2012
Il Torneo Albert Schweitzer 2012 si è svolto nel 2012 nella città tedesca di Mannheim.

## Classifica finale
| Pos. | Squadra       |
| ---- | ------------- |
|      | Spagna        |
|      | Serbia        |
|      | Turchia       |
| 4.   | Germania      |
| 5.   | Italia        |
| 6.   | Russia        |
| 7.   | Stati Uniti   |
| 8.   | Francia       |
| 9.   | Australia     |
| 10.  | Israele       |
| 11.  | Cina          |
| 12.  | Svezia        |
| 13.  | Argentina     |
| 14.  | Grecia        |
| 15.  | Danimarca     |
| 16.  | Nuova Zelanda |